# Potamochoerus
Potamochoerus là một chi động vật có vú trong họ Suidae, bộ Artiodactyla. Chi này được Gray miêu tả năm 1852. Loài điển hình của chi này là Choiropotamus pictus Gray, 1852 (= Sus porcus Linnaeus, 1758).

## Hình ảnh

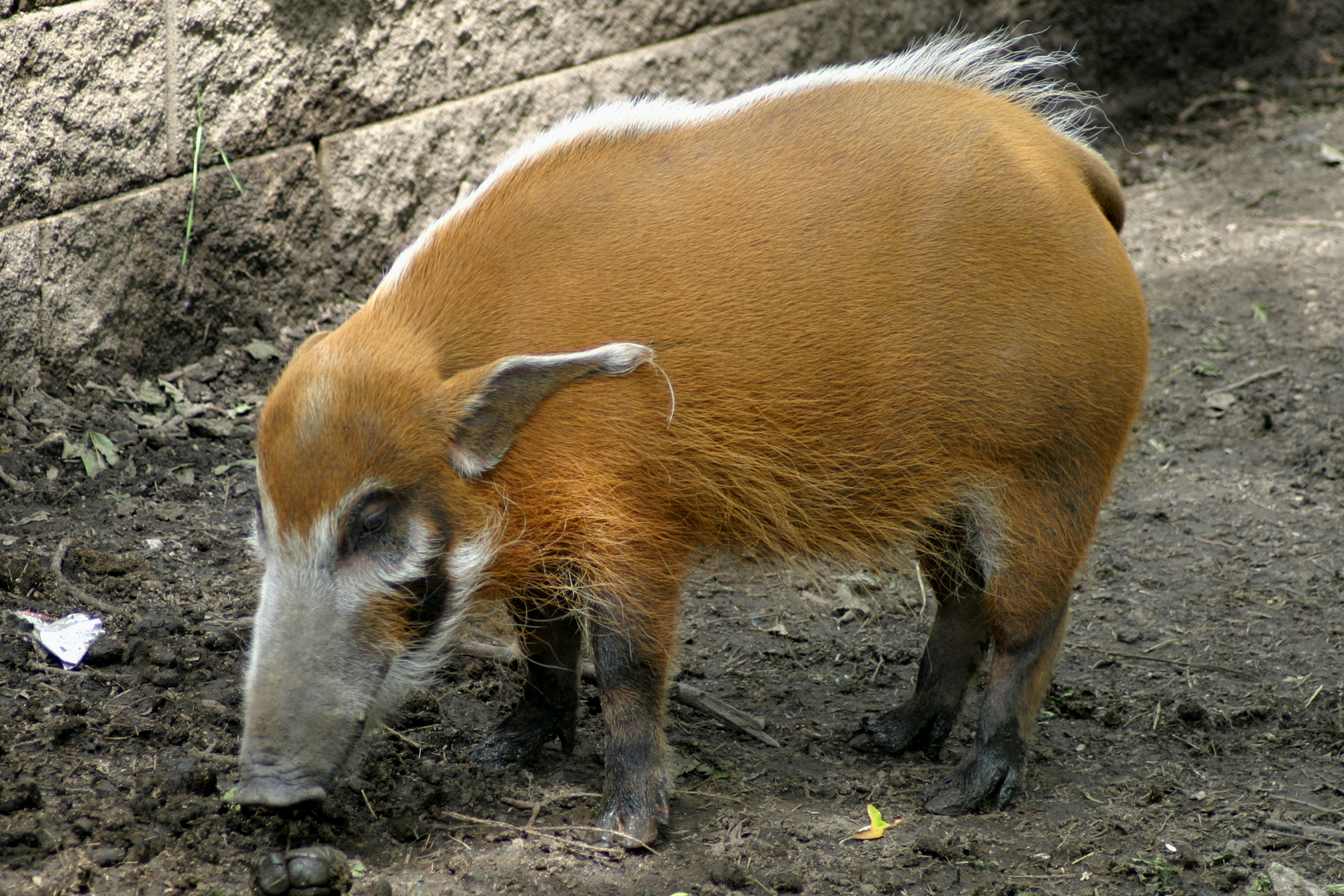
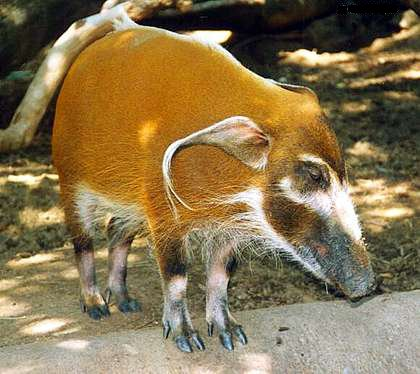
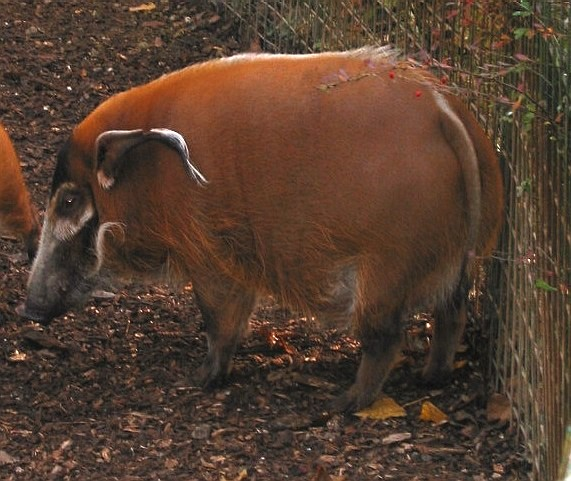
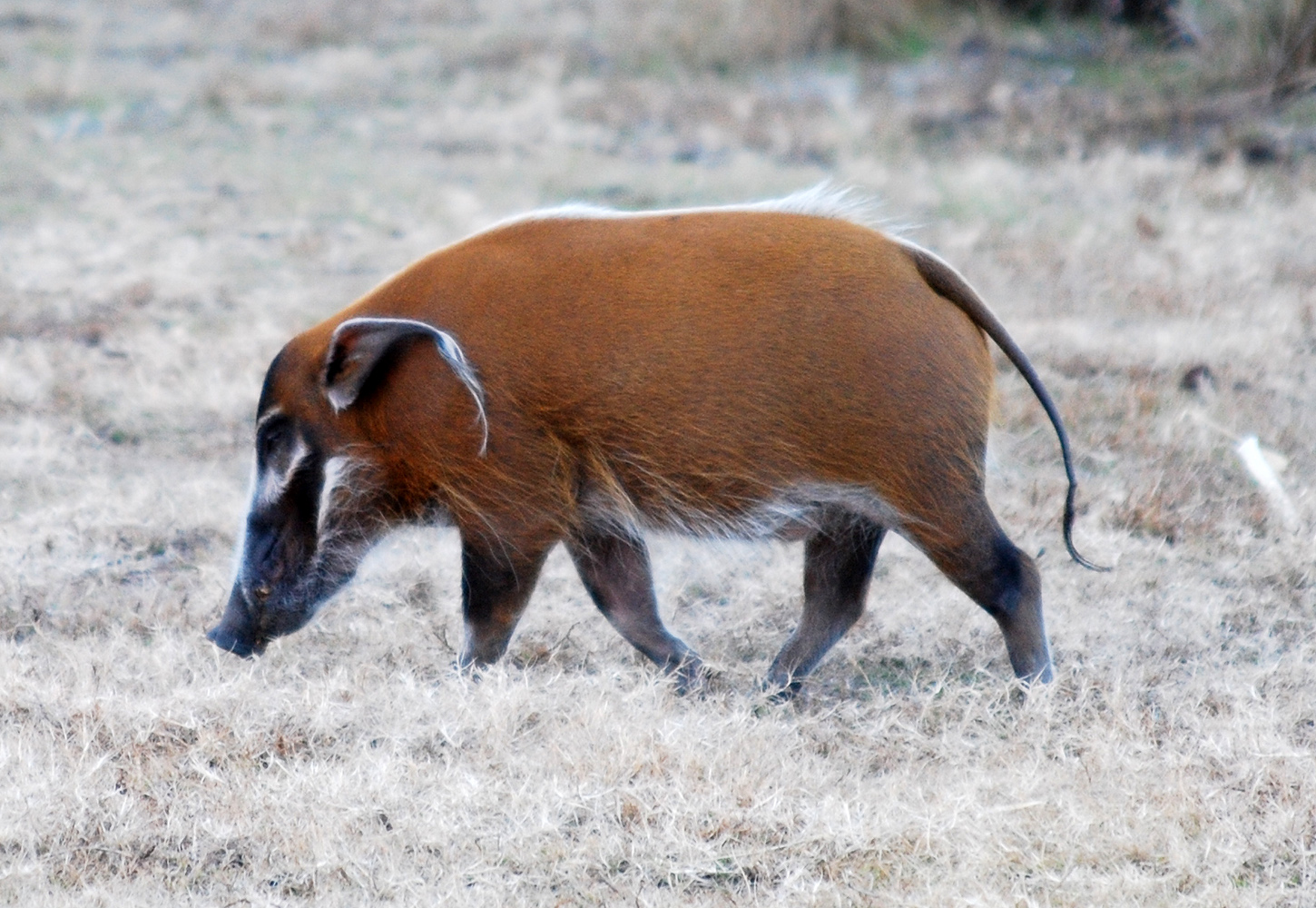

## Các loài
Chi này gồm các loài: